# 古橋卓四郎
古橋 卓四郎（ふるはし たくしろう、1883年（明治16年）10月 - 没年不詳）は、朝鮮総督府官僚。

## 経歴
愛知県出身。1910年（明治43年）、東京帝国大学法科大学政治科を卒業し、高等文官試験に合格した。愛知県属、同警視、同理事官を歴任した。のち朝鮮総督府事務官に転じ、警察官講習所長、監察官、参事官、忠清南道内務部長、慶尚北道内務部長、江原道内務部長を経て、咸鏡北道知事を務めた。

## 親族
- 川村貞四郎 - 弟。内務官僚。山形県知事。
- 可知貫一 - 相婿（妻の姉の夫 ） [1]